# Iotyrris marquesensis
Iotyrris marquesensis é uma espécie de gastrópode do gênero Iotyrris, pertencente a família Turridae.